# Justine Madugu
Justine Pwanidi Madugu (* 19. Januar 1964) ist ein nigerianischer Fußballtrainer und -funktionär.

## Karriere
Madugu war ab 2012 immer mal wieder Teil des Trainerstabs der nigerianischen Frauenfußballnationalmannschaft. Zudem war er mindestens im Jahr 2018 Trainer der nigerianischen Minifußball-Nationalmannschaft.
Später war er noch Trainer der Mannschaft von Adamawa United und wechselte im November 2021 wieder in den Stab der nigerianischen Auswahl.
Zudem ist er für die Saison 2022/23 noch als Trainer von Plateau United gelistet. Dort nahm er mit der Mannschaft am Confederation Cup und der Champions League teil.
Im Juni 2023 wurde er zum Finanzsekretär des nigerianischen Verbandes gewählt.